# 奴国の丘歴史公園

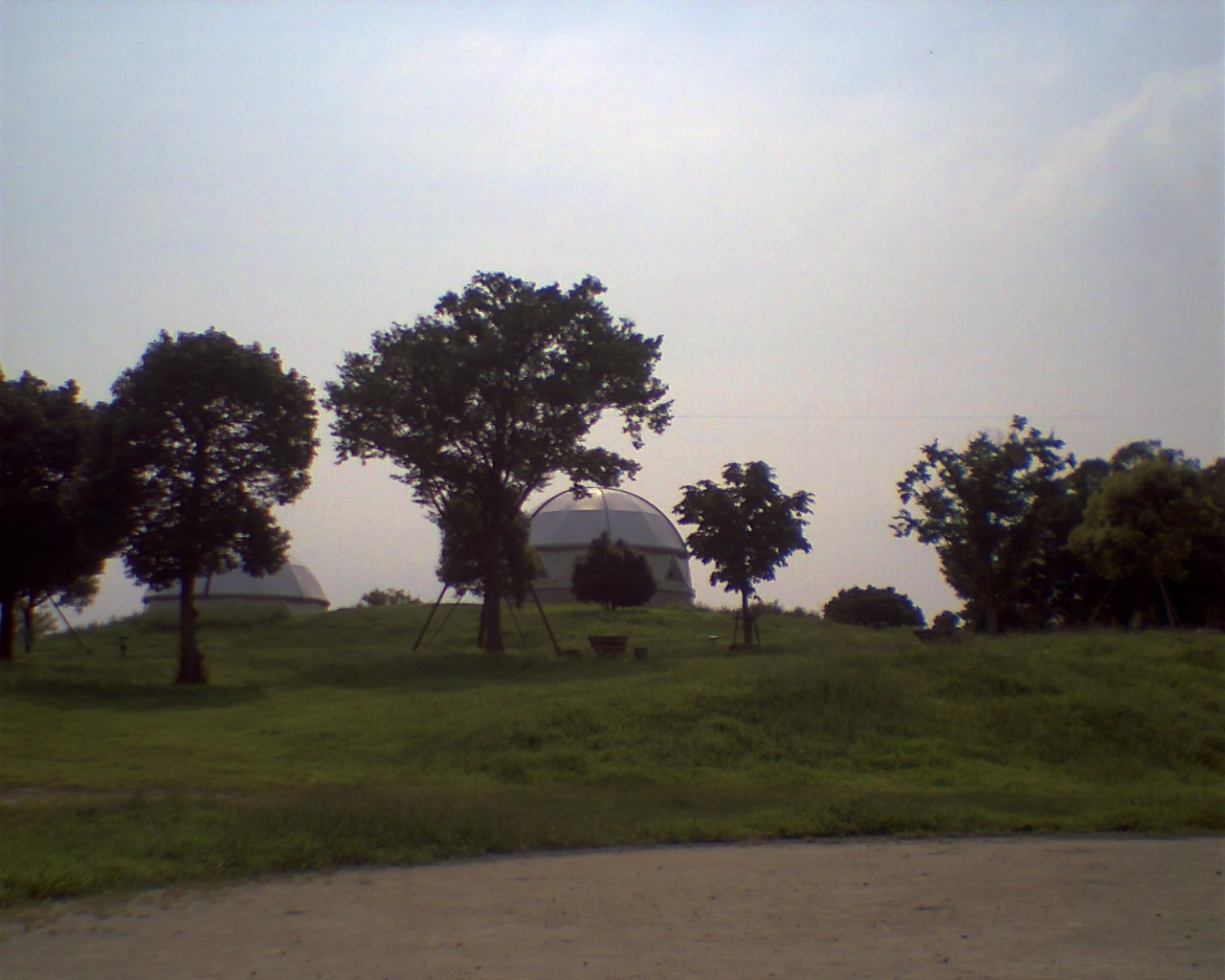
須玖岡本遺跡の覆屋

奴国の丘歴史公園（なこくのおかれきしこうえん）は、福岡県春日市にある、弥生時代の須玖岡本遺跡（国の史跡）を中心とした歴史公園である。

## 概要
公園名は、古代この地が奴国の中心地であったとの歴史考証に由来し、春日市域西部に広がる春日丘陵の北部、弥生時代の遺跡密集地である須玖遺跡群内の東西にのびた支丘上に位置している。1979年（昭和54年）とその翌年にかけて行われた発掘調査をきっかけとして、1992年（平成4年）度から1997年（平成9年）度にかけて須玖岡本遺跡を中心に周辺の緑地や溜池を含めた約2.3ヘクタールの区域が歴史公園として整備された。

## 遺跡・施設

### 須玖岡本遺跡

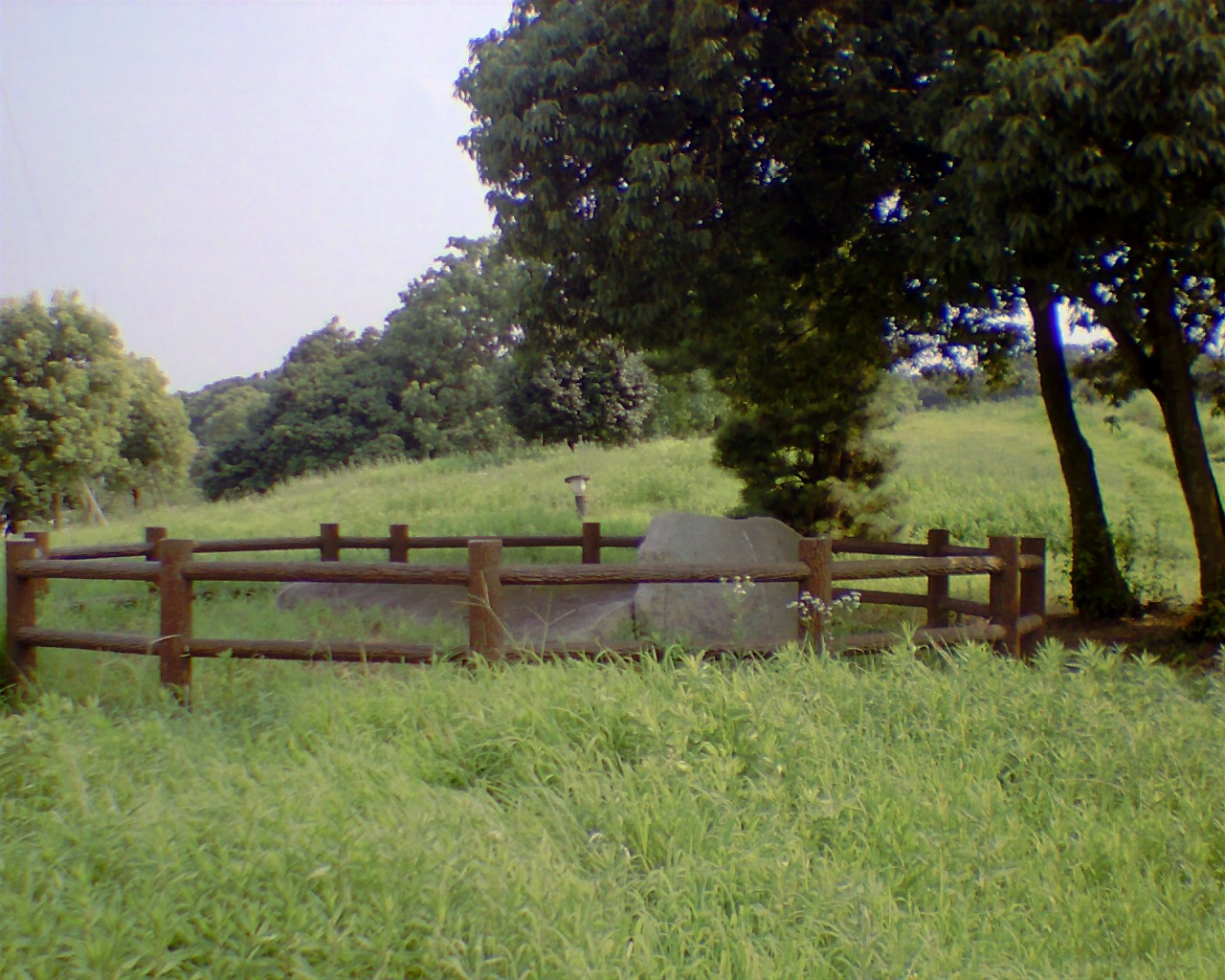
王墓の上石

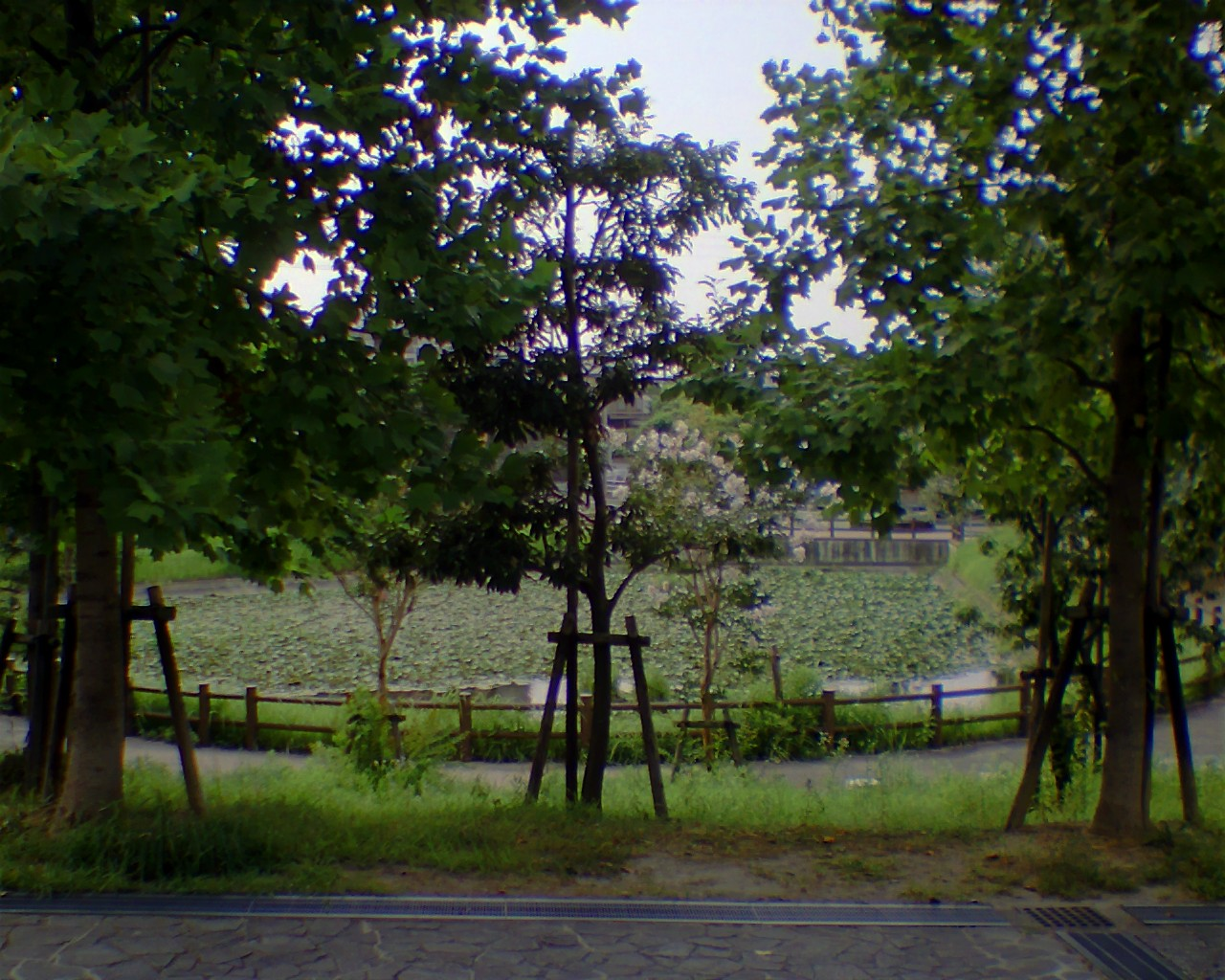
磐若池

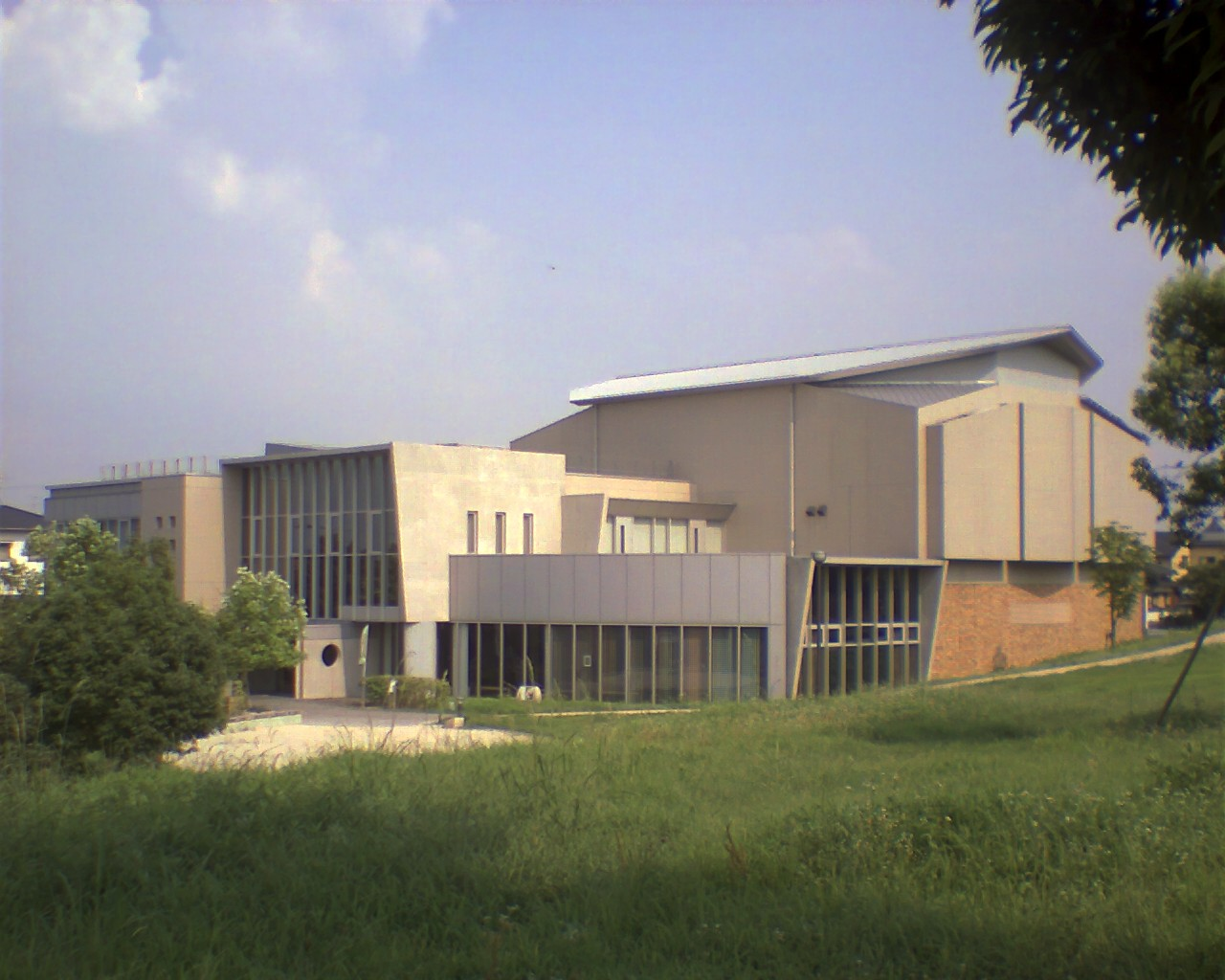
奴国の丘歴史資料館

須玖遺跡群の中核をなす遺跡で国の史跡。弥生時代中期の甕棺墓や土壙墓・木棺墓などの埋葬遺跡からなる墓地、およびこれに伴う祭祀遺構の遺跡。公園頂上部に設けられた2棟の覆屋（おおいや）の中に発掘調査時の状態で保存されている。1979年（昭和54年）とその翌年に行われた発掘調査において確認されたもので、116基の甕棺墓、およびそれぞれ9基の土壙墓と木棺墓のほか、多数の墓壙が検出されている。調査前に墓地の一部が破壊されていたことから、既に破壊を受けたものを含めるとその埋葬遺構は本来300基以上に及んでいたものと推定されている。出土遺物としては、完形を保った小銅鐸の鋳型（縦6.3センチメートル、幅4.2センチメートル）や、墳墓に伴う遺物として木棺墓から出土した鉄剣などがあり、いずれも春日市立埋蔵文化財収蔵庫にて保管・展示されている。また墓地西側の低部の平坦面において建物跡群も検出され、弥生時代の墓地と集落との関係を理解するうえで貴重な遺跡として、1986年（昭和61年）に国の史跡に指定されている。
2020年（令和2年）には朝鮮半島で出土したものと同じ重さの権（けん）という錘（おもり）が出土し、交易の可能性が指摘された。

### 王墓の上石
公園内の東の一角にある大石。1899年（明治32年）に、この大石の下の甕棺墓からおよそ30面の中国の前漢鏡、また銅剣2本、銅矛5本、銅戈1本、中国からもたらされたであろうガラス璧（へき）、日本産のガラス勾玉1個、ガラス管玉多数などの多数の副葬品とともに甕棺墓が検出されたことで、これが厚葬墓（王墓）の上石（うわいし）であるものと判明した。大石は甕棺墓の上に標石状にのせられていたものと考えられ、発見時の記録とその後の周辺の調査から、王墓が方形の墳丘墓であったことも判明した。1998年（平成10年）に移設され以後の姿に至っている。

### 磐若池
読みは「ばんじゃくいけ」、奴国の池とも称する。公園北方（岡本3丁目）にあるため池で、面積は2,253平方メートル。付近に須玖盤若遺跡（弥生時代中期から後期の集落跡）がある。

### 上散田池
読みは「かみさんでんいけ」。公園南方（岡本5丁目）にあるため池で面積2,360平方メートル、奴国の森と名付けられた雑木に囲まれている。脇に公園がある。

### 奴国の丘歴史資料館
1998年（平成10年）に開館した市運営の資料館。延床面積2,820平方メートル。奴国の館ともいう。入館は無料で、考古資料展示室、民俗資料展示室、特別展示室、収蔵庫、研修室、実習室などを備えている。

### 岡本コミュニティセンター
磐若池の南にある、市運営の社会福祉施設。

## 関連文化財
国指定の文化財
- 重要文化財・銅鉾鎔笵（どうほこようはん） - 熊野神社所有、奴国の丘歴史資料館保管。[9]
- 重要文化財・中広銅戈（なかびろどうか）25本 - 1967年発見、京都国立博物館所蔵。その後発見された2本は春日市所有。[10]
- 史跡・須玖岡本遺跡[11]

市の有形文化財（「王墓の上石」以外は奴国の丘歴史資料館収蔵）
- 王墓の上石 - 奴国の丘歴史公園内所在
- 須玖岡本遺跡D地点出土 銅鏡 - 1996年（平成8年）3月8日指定[13]。
- 銅矛 - 伝岡本出土、1996年（平成8年）3月8日指定[14]。
- 銅剣 - 立石遺跡出土、1996年（平成8年）3月8日指定[15]。
- 金製垂飾付（すいしょくつき）耳飾 - 伝日拝塚古墳出土、1996年（平成8年）3月8日指定、東京国立博物館にもと一対だったと推定される類品あり[16]。
- 須玖坂本B遺跡出土　漢式鏃（ぞく） - 2006年（平成18年）1月25日指定[17]。春日北小学校構内から出土。
- 坂本地区3〜6次調査出土　青銅器・ガラス製品生産関連遺物及び青銅器・土器類 - 2020年（令和2年）2月21日指定[18]。
- 須玖タカウタ遺跡2・5次調査出土　青銅器生産関連遺物及び土器類 - 2020年（令和2年）2月21日指定[19]。
- 松添遺跡出土 後漢鏡 - 2006年（平成18年）1月25日指定[20]
- 立石遺跡出土 戦国式銅剣 - 2006年（平成18年）1月25日指定[21]
- 天神ノ木遺跡出土 後漢鏡 - 2006年（平成18年）1月25日指定[22]
- 寺田池北遺跡出土 鉄矛 - 2006年（平成18年）1月25日指定[23]

## 所在と交通
住所は福岡県春日市岡本3丁目、5丁目および6丁目にまたがる。
- JR鹿児島本線南福岡駅から徒歩でおよそ18分（1.4km）。
- 西鉄天神大牟田線大橋駅から西鉄バス井尻・昇町経由惣利南口ゆき、天神山ゆき、月の浦営業所ゆきなどに乗車し「須玖」下車、徒歩14分（1.1km）。
- マイカーの場合、九州自動車道太宰府インターチェンジから4.8km。
- 駐車場あり

## 周辺
- 須玖岡本遺跡

弥生時代中期から後期の遺跡。公園の北西。巨石の下に造られた甕棺墓で、奴国の首長墓とみなされている。
- 須玖坂本遺跡

弥生時代中期から後期の遺跡。公園の北方。
- 須玖永田遺跡

弥生時代後期の遺跡。熊野神社の北方。
- 岡本ノ辻遺跡

弥生時代後期の遺跡。公園の南東。
- 熊野神社

伊弉諾命および伊弉冉命を祀る神社。公園の北方。